# Acacia rigida
Acacia rigida é uma espécie de leguminosa do gênero Acacia, pertencente à família Fabaceae.